# Hilding Berglund
Hilding Berglund, född 2 juni 1887 i Karlskrona stadsförsamling, död 12 maj 1962 i Engelbrekts församling i Stockholm, var en svensk läkare och professor.
Hilding Berglund var son till brandfogden Johannes Berglund och Bertha Rylander. Berglund blev medicine kandidat vid Uppsala universitet 1909, medicine licentiat vid Karolinska Institutet i Stockholm 1916, medicine doktor där 1920, och samma år docent i medicin vid Karolinska institutet. Han var amanuens i patologi vid Karolinska institutet 1911–1914, amanuens vid Serafimerlasarettets medicinska klinik augusti 1915 till november 1918 samt fältläkarstipendiat och bataljonsläkare i Fältläkarkårens reserv 1912–1920. Han var t.f. överläkare vid Garnisonssjukhusets medicinska avdelning tillsammans tre månader 1918–1919.
Berglund studerade dels under Ivar Bang i Lund och dels under Otto Folin vid Harvard University i Boston, där han blev assisterande professor i medicin 1923. Han blev professor i medicin och chef för medicinska avdelningen vid University of Minnesota, Minneapolis, Minnesota 1925 och var visiting professor i medicin vid Peking Union Medical College 1928–1929. Han var praktiserande läkare i Stockholm från 1932 och överläkare vid Sankt Eriks sjukhus 1938–1952. Han tilldelades professors namn 1952.
Berglund var ordförande i Svenska Läkaresällskapet 1946 och blev hedersledamot av detta sällskap 1949. Berglunds vetenskapliga arbeten behandlar huvudsakligen biokemi och ämnesomsättningspatologi.
Hilding Berglund gifte sig första gången 1916 med Anna Wahlström (1881–1919), dotter till grosshandlaren Per Erik Wahlström och Karin Larsson. De fick dottern fil. kand.  Ann-Mari Berglund (1917–2013), som gifte sig med kyrkoherde Hans Bernhard Hammar och blev mor till Hans Börje Hammar, K.G. Hammar, Henrik Hammar och Anna Karin Hammar.
Andra gången gifte han sig 1923 med Helene Polak (1888–1968), dotter till advokaten Rud. Polak och Ilka Reich. De fick tvillingsönerna Erik Berglund och Fredrik Berglund (födda 1924), som båda blev läkare och medicine doktorer.